# Live at Tokyo Dome
Live At Tokyo Dome: Babymetal World Tour 2016 Legend Metal Resistance — Red Night & Black Night (обычно называемый Live at Tokyo Dome) — это шестой видеоальбом японской каваии-метал группы Babymetal. Альбом содержит кадры из мирового тура Babymetal World Tour 2016: Legend Metal Resistance и был выпущен 12 апреля 2017 года лейблами BMD Fox Records и Toy’s Factory. В альбом вошли концертные выступления в Токио Доум 19 сентября и 20 сентября 2016 года, которыми завершился мировой тур группы.

## Предыстория и подготовка
13 декабря 2015 года группа объявила о выпуске нового альбома, а также о мировом турне, которое начнётся на арене Уэмбли и завершится в Токио Доум. Su-metal и Yuimetal назвали идею выступления на этой площадке мечтой, пообещав приложить все усилия, чтобы устроить отличное представление. 1 апреля 2016 года билеты на концерт стали доступны для покупки членам фан-клуба «The One», а затем для предварительной продажи на официальном сайте группы 4 апреля 2016 года. 3 июня 2016 года было объявлено о проведении второго дня в Токио Доум, билеты на второй концерт сразу же стали доступны членам фан-клуба «The One». Оба дня стали самыми крупными концертами группы на день выступления. Иностранные фанаты смогли приобрести билеты с 27 августа 2016 года.
По поводу выступления группы на этой площадке, Su-metal прокомментировала: «В Японии мы выступали на многих больших площадках, таких как Будокан и другие, но Токио Доум всегда был местом, на котором я мечтал выступить. Даже в Японии не каждому выпадает шанс выступить здесь!».
Билеты на оба концерта были распроданы, и каждый из концертов посетили 55 000 человек. Во время обоих концертов бокс-сет «Trilogy: Metal Resistance Episode III — Apocalypse» поступил в общую продажу. Позднее дайджест этих высьуплений был показан на канале Wowow 18 декабря 2016 года.
Альбом Live at Tokyo Dome был первоначально анонсирован 23 января 2017 года как эксклюзивный бокс-сет «The One», который вышел 1 апреля 2017 года, а затем 12 апреля 2017 года на DVD и в стандартном и лимитированном форматах Blu-ray. 15 марта 2017 года был выпущен трейлер к видеоальбому, содержащий концерты, обозначенные как «Red Night» (19 сентября 2016 года) и «Black Night» (20 сентября 2016 года) соответственно.
8 апреля 2020 года, в рамках празднования десятой годовщины, группа выпустила кампанию «Stay Home, Stay Metal» в ответ на пандемию COVID-19, транслируя оба живых выступления 10 апреля и 11 апреля 2020 года соответственно на YouTube. Кроме того, альбом был выпущен в виниловом формате 8 сентября 2021 года в честь десятилетнего юбилея группы.
По сравнению с предыдущими датами тура, декорации были более украшены: три подиума в форме надгробий соединены с центральной сценой, где стоит башня с большими экранами, закреплёнными в кольце на 360˚. Платформа соединена со сценой с помощью лифта и может разделяться на три меньшие сцены. Кроме того, сцена включала лазерные установки, пиротехнику и периодически вращающуюся центральную сцену. Три участницы группы были одеты в красные и чёрные костюмы. Аудитория в основном состояла из поклонников хэви-метала и японских идолов, которые подпевали, пели или танцевали под каждую песню.
Во время выступления Red Night всем зрителям были вручены хрустальные шейные браслеты и настоятельно просили не снимать их во время выступления. После исполнения песни «Tales of The Destinies» все браслеты постепенно загораются, когда группа переходит к песне «The One». Размышляя о выступлении, Kobametal отметили, что подготовка к концертам заняла чуть больше двух недель, прокомментировав далее: «Сценически и технически, у нас было много вещей, которые мы никогда не делали раньше. Конечно, мы проводили репетиции, но пока не сделаешь это по-настоящему, никогда не узнаешь, как это получится или как это будет выглядеть, потому что у нас не было 55 000 человек для тестирования».

## Содержание

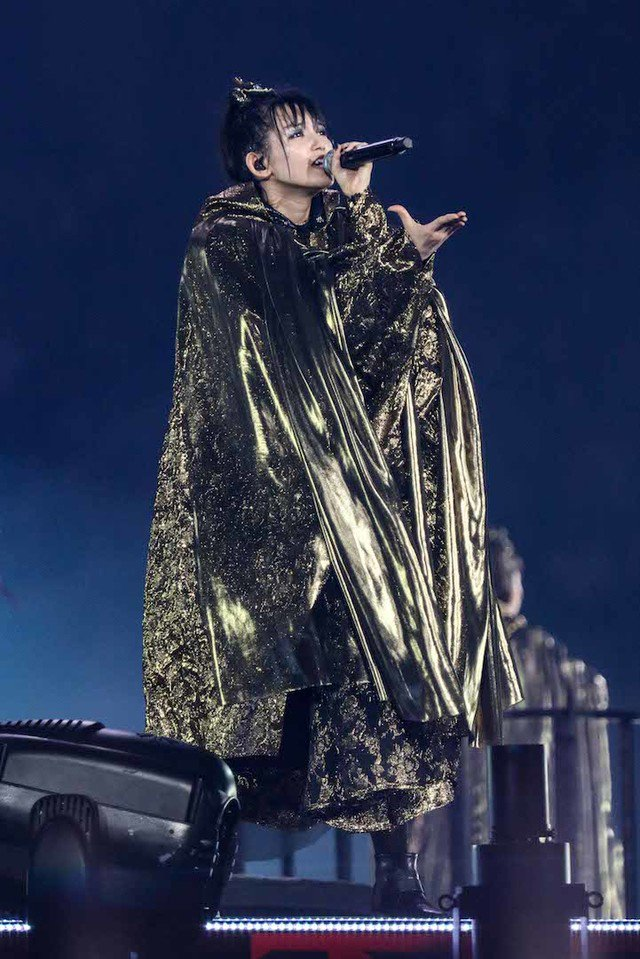
Su-metal исполняют «The One», финальную песню «Red Night» 19 сентября 2016 года.

Шоу 19 сентября с подзаголовком «Red Night» начинается с вступительного видео, в котором говорится, что на шоу ни одна песня не будет исполнена дважды. Повествование объясняет, что надетые хрустальные шейные корсеты будут защитой во время «предстоящей суровой битвы», при этом «Лисий Бог» дал указ не снимать их. Красные прожекторы перемещаются по арене, останавливаясь на трёх участницах группы, которые появились на сцене вместе с Kami Band, участницы держат флаги и начинают исполнение песни «Road of Resistance». Шоу в основном было посвящено песням, выпущенным в альбоме Metal Resistance. В конце концерта группа впервые исполняет песню «Tales of The Destinies», после чего вся площадка погружается в темноту. Постепенно хрустальные шейные браслеты в зале начинают светиться белым светом, а затем начинается исполнение финальной песни — английскую версию «The One», которая начинается с того, что три участницы идут с подиумов в центр сцены, одетые в золотые плащи. В конце шоу проигрывается видеоролик, напоминающий зрителям о втором шоу.
Шоу 20 сентября с подзаголовком «Black Night» больше сосредоточено на песнях, выпущенных в альбоме Babymetal. Во время выступления Kami Band на сцене появляются три участницы группы, распятые на крестах на сцене, переходя к открывающей композиции «Babymetal Death». Участники синхронно идут к центральной сцене. Во время интерлюдии к «Megitsune» Су-металл кричит толпе: «Вы готовы? Все хлопайте в ладоши!», в то время как Yuimetal и Moametal продолжают завлекать толпу. Во время финальной песни «Ijime, Dame, Zettai», хрустальные шейные корсеты светятся красным светом, а песня заканчивается тем, что три участницы неоднократно кричат «We are — Babymetal!». Затем они поднимаются на верхнюю площадку, где Su-metal бьёт в гонг, что ознаменовало конец Metal Resistance Episode IV. Включается финальный ролик, информирующий зрителей о следующей цели группы.

## Реакция

### Отзывы критиков
Фредерик Леклерк положительно отозвался о концертах, назвав постановку «невероятной» и отметив «подиумы в форме надгробий» и башню на сцене, заполненную экранами. Шоу было описано как «90 минут сумасшедших лазеров, взрывов, пиротехники, и круглой центральной сцены, вращающейся время от времени», а выступление группы Kami Band было названо «безупречным». Сью Уильямсон из Teen Vogue описала шоу как «сенсорную перегрузку в её самой кавайной форме», подчеркнув «идеально скоординированную хореографию, видео элементы и совершенно уникальное звучание» группы.

### Коммерческий успех
Live at Tokyo Dome занял третье место в чарте Oricon DVD и первое место в чарте Oricon Blu-ray за неделю 24 апреля 2017 года, продажи за первую неделю составили 11 000 и 26 000 копий соответственно. Последний релиз стал для группы третьим «номером один» на Blu-ray и сделал группу четвёртой по количеству первых номеров в чарте, наряду с Наной Мидзуки и AKB48, уступив Perfume, Намие Амуро и Nogizaka46. Видеорелиз также возглавил чарты музыкального видео на DVD и Blu-ray, набрав продажи в 37 000 копий, и стал четвёртым подряд релизом группы, возглавившим последний чарт.

## Список композиций
| №                   | Название                             | Текст песни                                                           | Длительность |
| ------------------- | ------------------------------------ | --------------------------------------------------------------------- | ------------ |
| 1.                  | «Road of Resistance»                 | Kitsune of Metal God Mk-metal Kxbxmetal Mish-Mosh Norimetal Kyt-metal | 13:21        |
| 2.                  | «Yava!» (ヤバッ!)                    | Nakametal Mk-metal Kxbxmetal Norimetal                                | 4:06         |
| 3.                  | «Iine!» (いいね！)                   | Nakata Caos Mish-Mosh                                                 | 4:18         |
| 4.                  | «Syncopation» (シンコペーション)     | Norimetal Kxbxmetal                                                   | 5:17         |
| 5.                  | «Amore» (Amore -蒼星-)               | Norimetal Mk-metal Kxbxmetal                                          | 6:42         |
| 6.                  | «GJ!»                                | Nakata Caos Yuyoyuppe                                                 | 4:13         |
| 7.                  | «Rondo of Nightmare» (悪夢の輪舞曲)  | Yuyoyuppe                                                             | 5:30         |
| 8.                  | «Song 4» (4の歌)                     | Black Babymetal                                                       | 6:49         |
| 9.                  | «Catch Me If You Can»                | Edometal Narasaki                                                     | 7:21         |
| 10.                 | «Gimme Chocolate!!» (ギミチョコ！！) | Mk-metal Kxbxmetal Takeshi Ueda                                       | 4:19         |
| 11.                 | «Karate»                             | Yuyoyuppe                                                             | 7:52         |
| 12.                 | «Tales of The Destinies»             | Kitsune of Metal God Kxbxmetal Mish-Mosh                              | 6:55         |
| 13.                 | «The One» (English ver.)             | Kitsune of Metal God Kxbxmetal Mish-Mosh                              | 10:25        |
| Общая длительность: | Общая длительность:                  | Общая длительность:                                                   | 87:08        |

Замечания
- Лимитированное издание «The One» включает аудиорелиз на 2-CD, где выступление разделено между треками 7 и 8.

| №                   | Название                                           | Текст песни                              | Длительность |
| ------------------- | -------------------------------------------------- | ---------------------------------------- | ------------ |
| 1.                  | «Babymetal Death»                                  | Kitsune of Metal God                     | 11:20        |
| 2.                  | «Awadama Fever» (あわだまフィーバー)               | Mk-metal Kxbxmetal Takeshi Ueda          | 4:17         |
| 3.                  | «Uki Uki ★ Midnight» (ウ・キ・ウ・キ★ミッドナイト) | Ryu-metal Fuji-metal Nakata Caos Team-K  | 3:32         |
| 4.                  | «Meta Taro» (META! メタ太郎)                       | Kxbxmetal Ryu-metal                      | 6:52         |
| 5.                  | «Sis. Anger»                                       | Tsubometal Tmetal                        | 3:51         |
| 6.                  | «Akatsuki» (紅月 -アカツキ-)                       | Nakametal Tsubometal                     | 11:05        |
| 7.                  | «Onedari Daisakusen» (おねだり大作戦)              | Nakata Caos Ryu-metal Fuji-metal Team-K  | 4:37         |
| 8.                  | «No Rain, No Rainbow»                              | Yoshifu-metal Mk-metal Nakametal         | 4:56         |
| 9.                  | «Doki Doki ☆ Morning» (ド・キ・ド・キ☆モーニング)  | Nakametal Norizō Motonari Murakawa       | 4:25         |
| 10.                 | «Megitsune» (メギツネ)                             | Mk-metal Norimetal                       | 6:53         |
| 11.                 | «Headbangeeeeerrrrr!!!!!» (ヘドバンギャー！！)     | Edometal Nakametal Narasaki              | 7:09         |
| 12.                 | «Ijime, Dame, Zettai» (イジメ、ダメ、ゼッタイ)     | Nakametal Tsubometal Kxbxmetal Takemetal | 14:51        |
| Общая длительность: | Общая длительность:                                | Общая длительность:                      | 83:48        |

Замечания
- Перед песней «Akatsuki» группа Kami Band играет «Mischiefs of Metal Gods».
- Лимитированное издание «The One» включает аудиорелиз на 2-CD, разделив выступление между треками 6 и 7.

## Персоналии
Описание взято из буклета Live at Tokyo Dome.
- Судзука Накамото (Su-metal) — основной и бэк-вокал.
- Юи Мидзуно (Yuimetal) — основной и бэк-вокал
- Моа Кикути (Moametal) — основной и бэк-вокал
- Туе Мадсен — микширование, мастеринг
- Мияаки Синго — фотография
- Таку Фудзи — фотография

## Чарты
| Чарт (2017—2021)                | Наивысшая позиция |
| ------------------------------- | ----------------- |
| Japanese Albums (Oricon)        | 205               |
| Japanese DVD (Oricon)           | 3                 |
| Japanese Music DVD (Oricon)     | 1                 |
| Japanese Blu-ray (Oricon)       | 1                 |
| Japanese Music Blu-ray (Oricon) | 1                 |

## История релизов
| Регион | Дата            | Формат                                    | Лейбл                                     | Издание(я)                            | Каталог                                                     | Прим.         |
| ------ | --------------- | ----------------------------------------- | ----------------------------------------- | ------------------------------------- | ----------------------------------------------------------- | ------------- |
| Япония | 1 апреля 2017   | Blu-ray, CD                               | BMD Fox Records Amuse, Inc.               | Лимитированное «The One»              | ONEB-0008 ONEB-0009 ONEC-0005 ONEC-0006 ONEC-0007 ONEC-0008 | [ 27 ]        |
| Япония | 12 апреля 2017  | DVD Blu-ray                               | BMD Fox Records Toy's Factory Amuse, Inc. | Стандартное                           | TFBQ-18187 TFXQ-78150                                       | [ 28 ]        |
| Япония | 12 апреля 2017  | Blu-ray                                   | BMD Fox Records Toy's Factory Amuse, Inc. | Лимитированное                        | TFXQ-78149                                                  | [ 29 ]        |
| Мир    | 12 апреля 2017  | Цифровая дистрибуция стриминговые сервисы | Amuse, Inc.                               | Стандартное (Red Night и Black Night) | н/д                                                         | [ 30 ] [ 31 ] |
| Япония | 8 сентября 2021 | LP                                        | BMD Fox Records Toy's Factory Amuse, Inc. | Концертный альбом                     | TFJC-38081/5                                                | [ 24 ]        |

## Комментарии
1. ↑  Стилизовано как LIVE AT TOKYO DOME BABYMETAL WORLD TOUR 2016 LEGEND - METAL RESISTANCE - RED NIGHT & BLACK NIGHT, и выпущены в цифровом формате в виде отдельных шоу с субтитрами Red Night и Black Night.